# Lauri Valonen
Lauri Johannes Valonen (* 28. September 1909 in Helsinki; † 2. Oktober 1982 in Lahti) war ein finnischer Skispringer und Nordischer Kombinierer.
Bei der Nordischen Skiweltmeisterschaft 1934 in Sollefteå startete Valonen in der Kombination sowie im Skispringen. In der Kombination erreichte er den 5. Platz. Im Springen von der Großschanze sprang er auf den 4. Platz. Ein Jahr später bei der Nordischen Skiweltmeisterschaft 1935 in Vysoké Tatry gewann er im Einzel der Nordischen Kombination die Silbermedaille. Bei den Olympischen Winterspielen 1936 in Garmisch-Partenkirchen startete Valonen wieder in beiden Disziplinen. Im Einzel der Kombination wurde er dabei Vierter und im Springen von der Normalschanze erreichte er mit Sprüngen von 54,5 und 52,0 m den 6. Platz.